# Rhodymeniaceae
Famille
Les Rhodymeniaceae sont une famille d’algues rouges de l’ordre  des Rhodymeniales, dans la classe des Florideophyceae. 

## Liste des genres
Selon AlgaeBase (3 août 2017) :

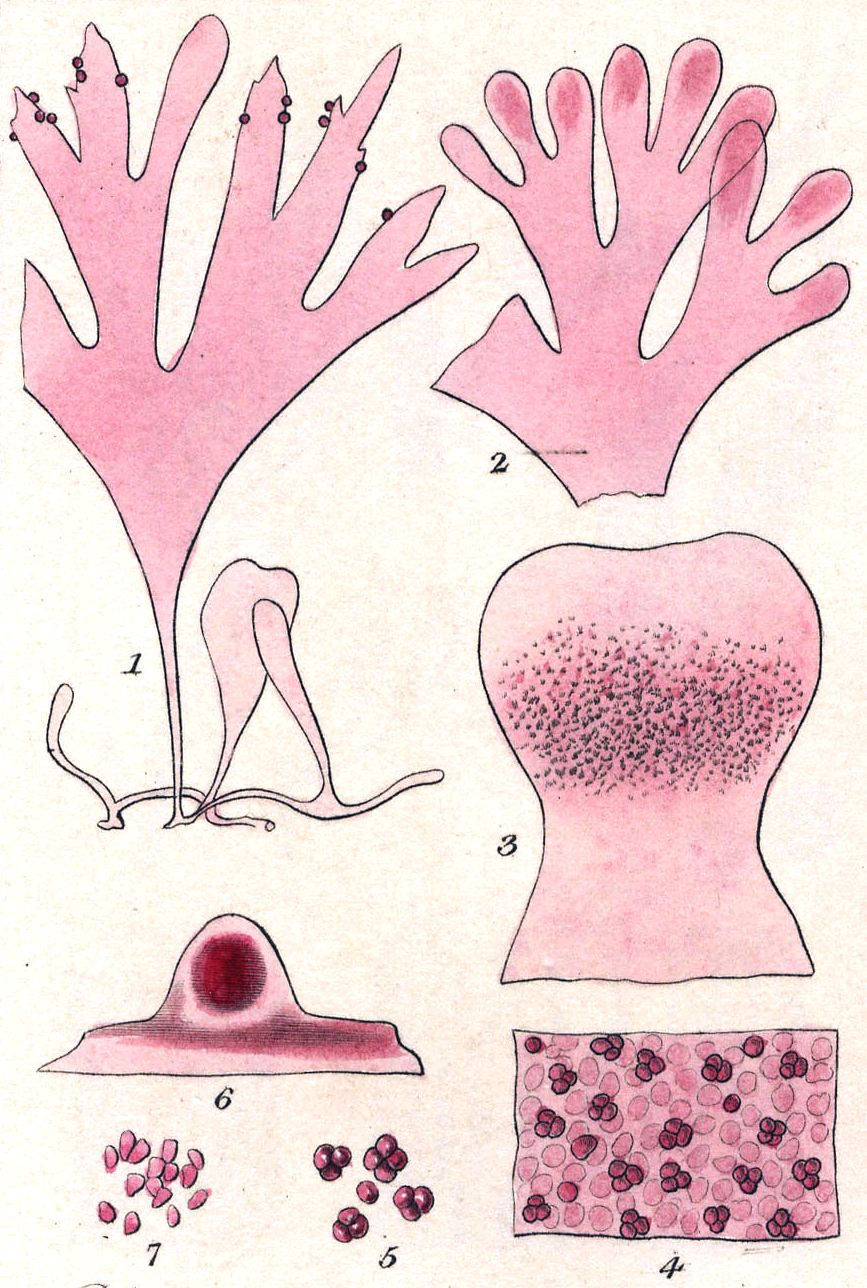
Dessins d'observation de Rhodymenia pseudopalmata

- genre Botryocladia (J.Agardh) Kylin
- genre Cephalocystis A.J.K.Millar, G.W.Saunders, I.M.Strachan & Kraft
- genre Chamaebotrys Huisman
- genre Chrysymenia J.Agardh
- genre Coelarthrum Børgesen
- genre Cordylecladia J.Agardh
- genre Cresia C.Lozada-Troche, D.L.Ballantine & H.Ruíz
- genre Cryptarachne (Harvey) Kylin
- genre Drouetia G.De Toni
- genre Epymenia Kützing
- genre Erythrocolon J.Agardh
- genre Gloiosaccion Harvey
- genre Halichrysis (J.Agardh) F.Schmitz
- genre Halopeltis J.Agardh
- genre Irvinea Guiry
- genre Leptosomia J.Agardh
- genre Maripelta E.Y.Dawson
- genre Microphyllum Weber-van Bosse
- genre Rhodymenia Greville
- genre Rhodymeniocolax Setchell
- genre Sparlingia G.W.Saunders, I.W.Strachan & Kraft

Selon BioLib (3 août 2017) :
- genre Agardhinula De Toni
- genre Botryocladia
- genre Chrysymenia
- genre Cordylecladia
- genre Cryptarachne
- genre Fauchea
- genre Faucheocolax
- genre Fryeella
- genre Gloioderma
- genre Halichrysis
- genre Halosaccion
- genre Leptofauchea
- genre Maripelta
- genre Palmaria
- genre Rhodymenia
- genre Rhodymeniocolax
- genre Sciadophycus
- genre Weberella

Selon World Register of Marine Species (3 août 2017) :
- genre Botryocladia (J.Agardh) Kylin, 1931
- genre Cephalocystis A.J.K.Millar, G.W.Saunders, I.M.Strachan & Kraft, 1996
- genre Chamaebotrys Huisman, 1996
- genre Chrysymenia J.Agardh, 1842
- genre Coelarthrum Børgesen, 1910
- genre Cordylecladia J.Agardh, 1852
- genre Cresia C.Lozada-Troche, D.L.Ballantine & H.Ruíz, 2010
- genre Cryptarachne (Harvey) Kylin, 1931
- genre Erythrocolon J.Agardh, 1896
- genre Gloiosaccion Harvey, 1859
- genre Halichrysis (J.Agardh) F.Schmitz, 1889
- genre Halopeltis J.Agardh, 1854
- genre Irvinea Guiry, 1999
- genre Leptosomia J.Agardh, 1892
- genre Maripelta E.Y.Dawson, 1963
- genre Microphyllum Weber-van Bosse, 1928
- genre Rhodymenia Greville, 1830
- genre Rhodymeniocolax Setchell, 1923
- genre Sparlingia G.W.Saunders, I.W.Strachan & Kraft, 1999

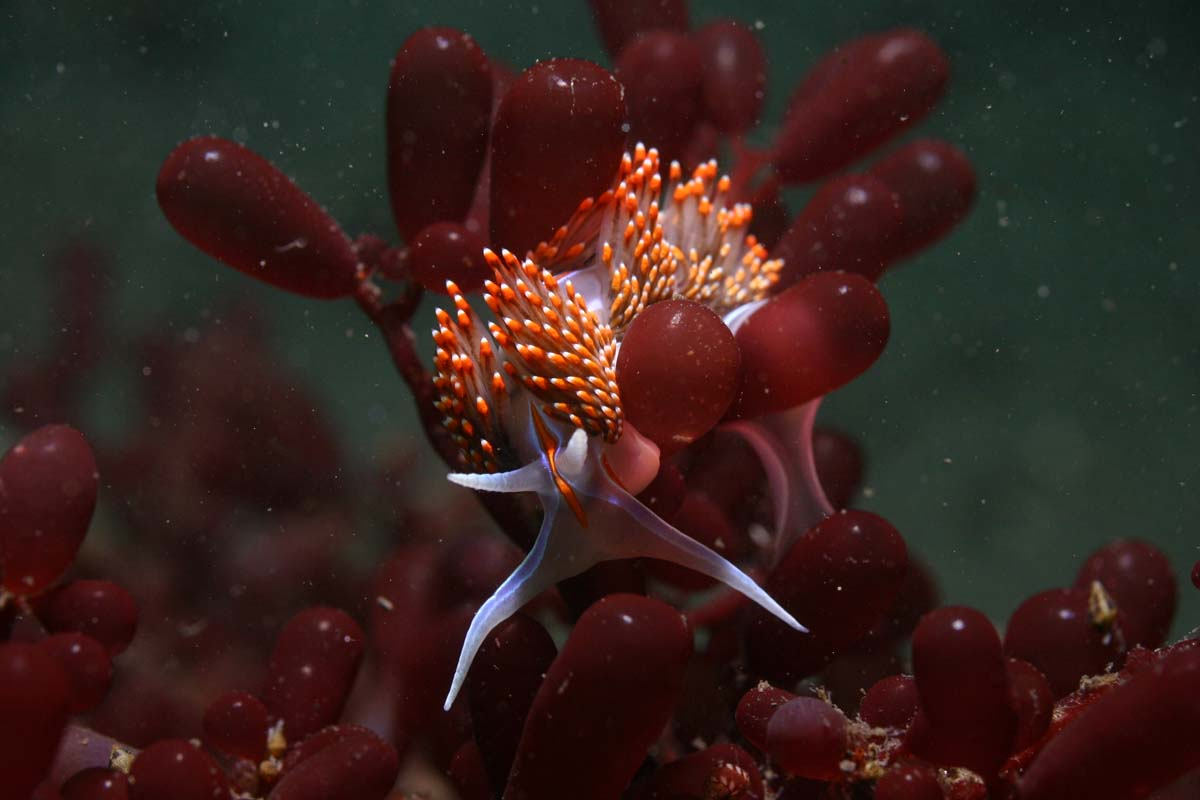
Un nudibranche Hermissenda crassicornis sur une Botryocladia pseudodichotoma
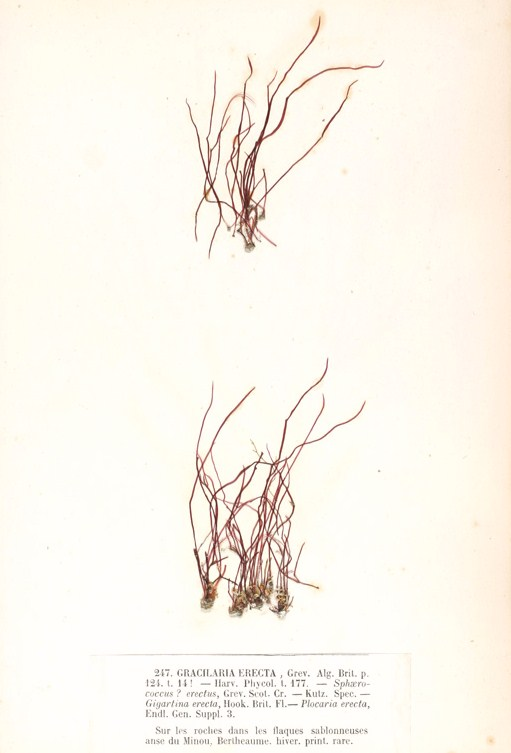
Cordylecladia erecta
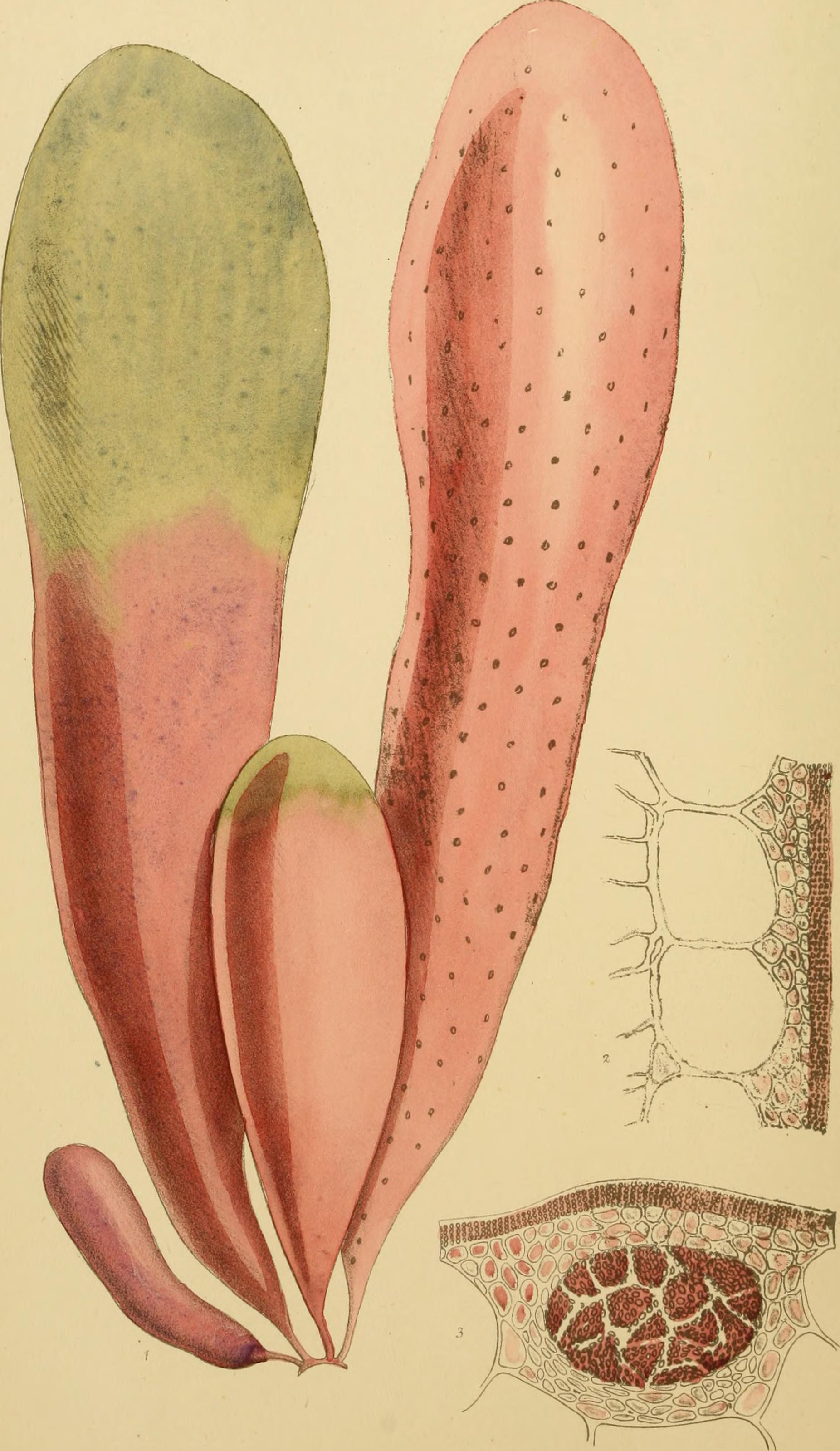
Gloiosaccion brownii
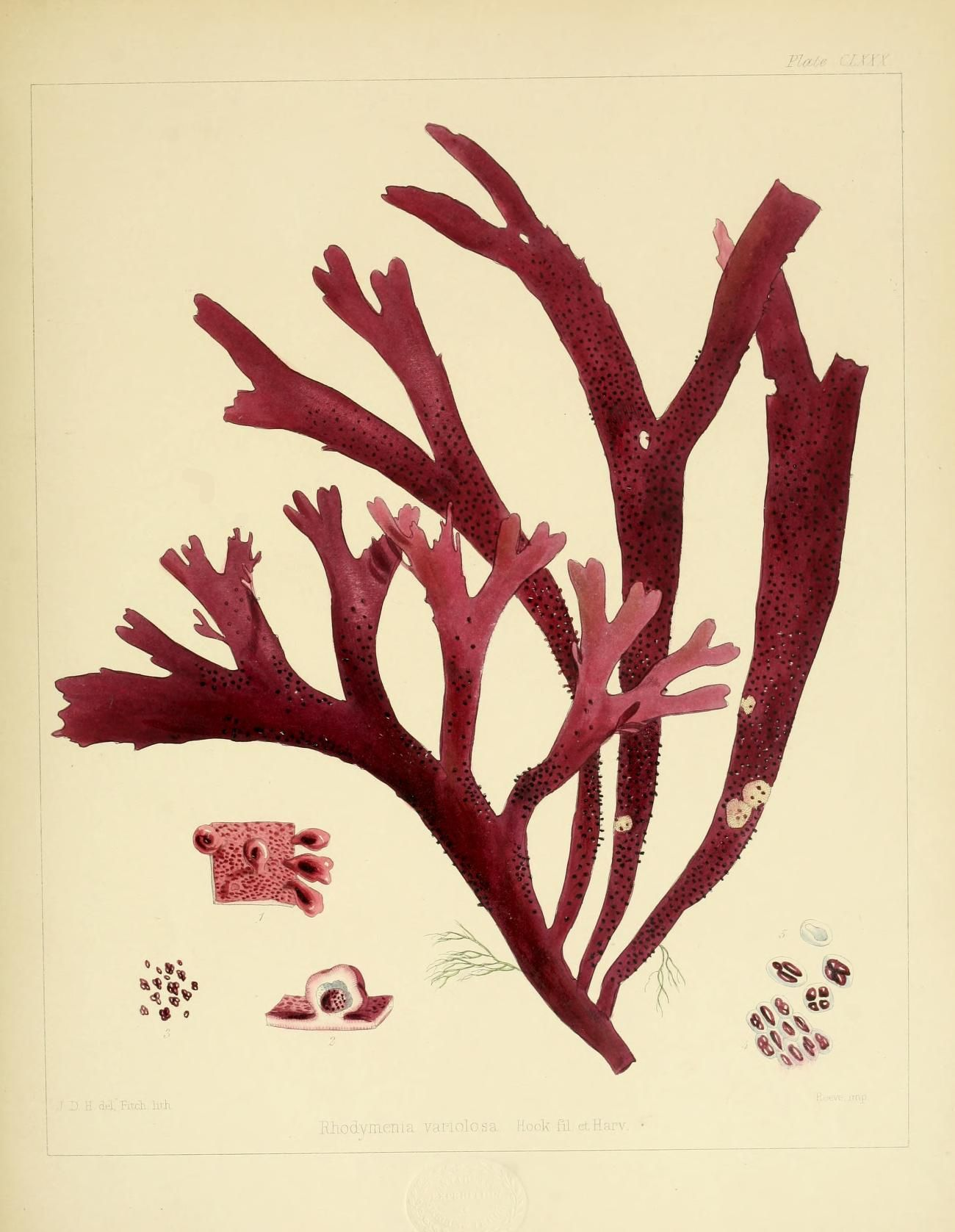
Rhodymenia variolosa
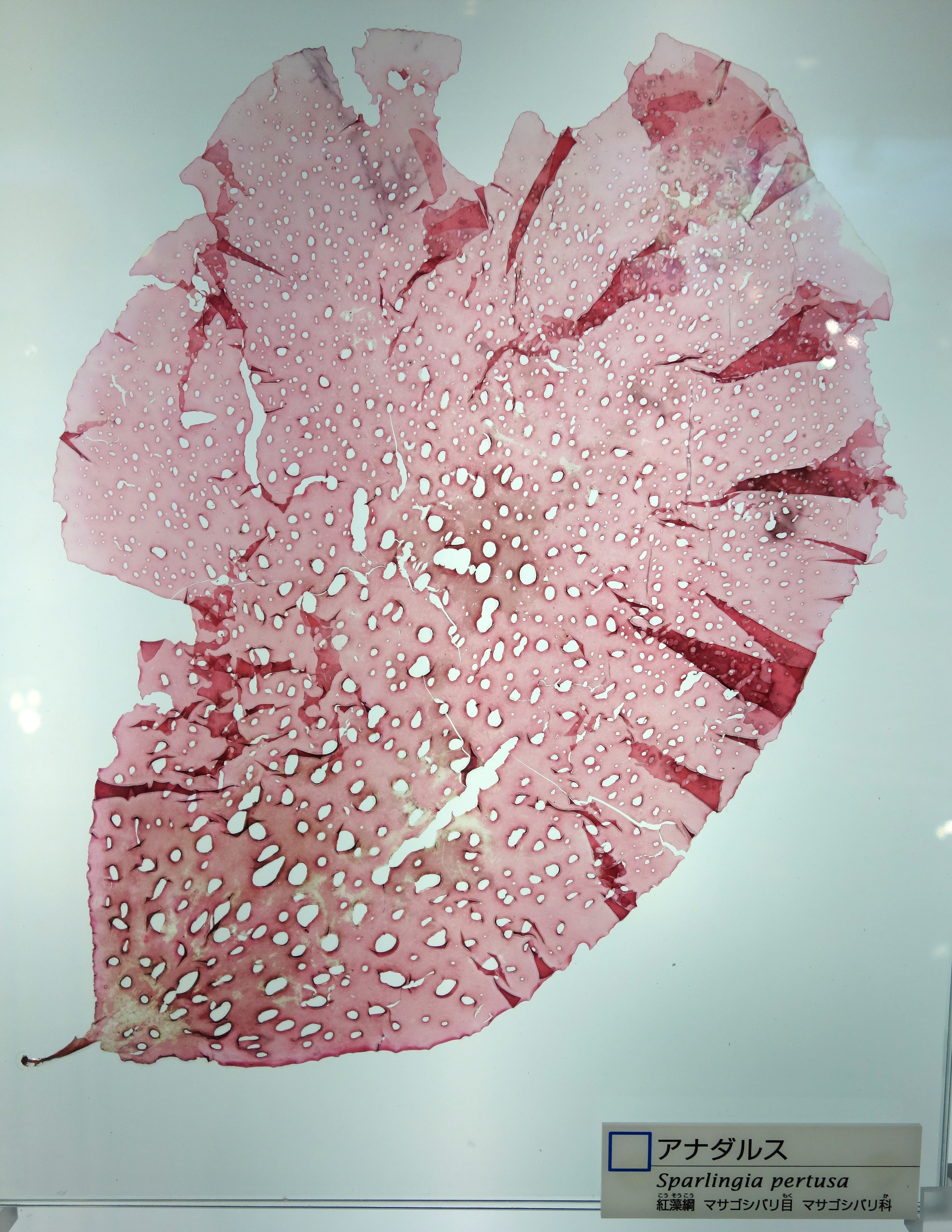
Sparlingia pertusa